# 15-я добровольческая пехотная дивизия СС (1-я латышская)
15-я доброво́льческая пехо́тная диви́зия СС (латы́шская № 1) (нем. 15.Waffen-Grenadier-Division der SS (lettische Nr. 1), латыш. 15. ieroču SS grenadieru divīzija (latviešu Nr. 1)) — тактическое соединение войск СС нацистской Германии. Была сформирована в начале 1943 года (первоначальное название нем. Lettische SS-Freiwilligen Division — Латышская дивизия добровольцев СС, переименована в июне 1944 г.), как и дивизия-близнец, 19-я добровольческая пехотная дивизия СС (2-я латышская), из Латышского легиона СС.
Дивизия воевала с 1943 года на северном участке Восточного фронта и весной 1945 года отступила в Германию. Разведывательный батальон дивизии оборонял от наступавших частей Красной Армии в апреле 1945 года правительственный район в Берлине, в то время как основная часть военнослужащих дивизии сдалась в плен в Шверине американским войскам.

## История
После того, как территория Латвийской ССР летом 1941 года была захвачена вермахтом и была объявлена генеральным округом Латвия (Lettland) рейхскомиссариата «Остланд» под немецким гражданским управлением, началось массовое вступление в созданные немецкими оккупационными властями латышские полицейские батальоны. В них также преобразовывались созданные антисоветскими элементами «отряды самообороны», с первых дней войны проявившие себя в массовых убийствах евреев, коммунистов и просто мирных жителей.
Сформированные полицейские батальоны были названы 6 ноября 1941 охранными командами (нем. Schutzmannschaften, шуцманшафт, сокращённо Schuma (шума)). Ввиду крупных потерь зимой 1941/42 эти части были вскоре включены в состав немецких соединений. Так, 2-я пехотная бригада СС уже осенью 1941 года получила два, а до мая 1943 ещё четыре латышских «шума»-батальона, прежде чем была переименована 18 мая 1943 в Латышскую добровольческую бригаду СС.
В феврале 1943 года был издан приказ о формировании Латышской добровольческой дивизии СС.
Под руководством высшего командования СС и полиции рейхскомиссариата Остланд дивизия должна была быть готова к использованию до конца июня 1943 года. Формирование задержалось не в последнюю очередь по причине придания команд Латышской добровольческой бригаде СС. На фронте дивизия появилась лишь в октябре 1943 года.
Вначале эта дивизия СС создавалась на добровольческой основе, позднее была введена воинская повинность для всех латвийских мужчин.

## Использование

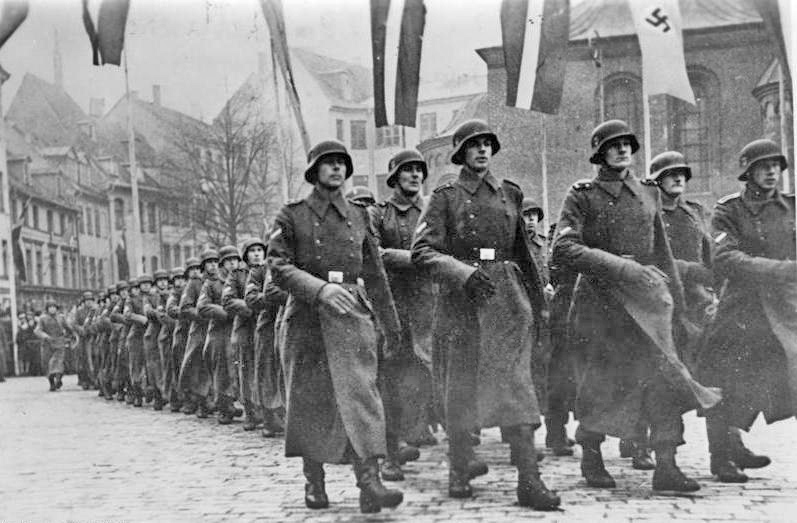
Парад латышских легионеров в честь дня основания Латвийской Республики. Рига, Домская площадь. 18 ноября 1943 года.

После успешного формирования и придания группе армий «Север» в ноябре 1943 года дивизия вступила в бой при Новосокольниках в Псковской области, чтобы остановить советское зимнее наступление. Несмотря на упорное сопротивление, латыши не смогли остановить продвижение Красной Армии. В июле 1944 года советские войска вступили в Латвию и 13 октября 1944 года заняли Ригу. При прорыве группы армий «Центр» летом 1944 года дивизия была большей частью уничтожена, остатки были выведены для переформирования в Германию. После доукомплектования дивизии латышскими служащими Трудовой службы Рейха она была придана в начале 1945 года группе армий «Висла» и использовалась в Западной Пруссии и Померании. В ходе Висло-Одерской операции в конце января 1945 года дивизия вновь понесла жестокие потери, в одном из боёв был убит её командир Херберт фон Обвурцер.
В мае 1945 года сдалась войскам союзников в Шверине. В 1946 г. при английской и американской армиях были основаны т. н. сторожевые роты, первая из которых была названа ротой Виестурса. Четыре роты (прим. 1000 человек), в том числе рота Виестурса, весной 1947 г. переняли охрану Нюрнбергского Дворца правосудия и тюрьмы. На рукавах и позднее на касках у них были красно-бело-красные цвета латвийского флага.

## Военные преступления
В Латышский легион, который принёс присягу в борьбе против большевиков лично Гитлеру, были включены в 1943—1944 годах латвийские карательные команды полиции безопасности и латышских полицейских батальонов, которые проводили с 1941 по 1943 год многочисленные операции по уничтожению населения на территории Латвии, России и Белоруссии.

### Участие в карательных акциях
Подразделения 15-й добровольческой пехотной дивизии СС принимали участие в карательной операции «Весенний праздник» (нем. Frühlingsfest), проводившейся с 11 апреля по 4 мая 1944 года против партизан и мирных жителей Полоцко-Лепельской партизанской зоны на территории Белоруссии, вместе со 2-м Лиепайским и 3-м Цесисским полицейскими полками и 5-м латышским пограничным полком. В ходе этой акции каратели расстреляли 7011 человек, захватили для вывоза в Германию 11 тысяч человек, сожгли ряд деревень, в том числе деревню Боровцы вместе с жителями.

### Убийство польских военнопленных
В ходе боёв за Померанский вал, 2 февраля 1945 в селе Подгае латвийские эсэсовцы заживо сожгли связанных колючей проволокой 32 военнопленных солдат 4-й роты 3-го полка 1 пехотной дивизии им. Т. Костюшко Войска Польского.
31 января 1945 года в 1-я пехотная дивизия им. Тадеуша Костюшко из состава 1-й армии Войска Польского, начала тяжёлые бои за деревню Подгае — пункт сильного сопротивления гитлеровцев. Отряд 4-й роты лейтенанта Альфреда Софка в составе около 80 человек вступил в бой с превышающими силами 15-й латышской добровольческой дивизии войск СС и был окружён. Поляки были вынуждены сдаться после ожесточённого боя, продолжавшегося весь день, когда закончились патроны и перевязочные средства. Латышские эсэсовцы тяжелораненных в плен не брали, убивая их на месте.
Во время допросов поляков подвергли пыткам, и они решили бежать, но их побег не удался. Гитлеровцы поймали практически всех, за исключением старшего лейтенанта Збигнева Фургалы и младшего сержанта Бондзюрецкого, которые успели скрыться в лесу. Остальных пленных польских бойцов латышские эсэсовцы связали колючей проволокой, облили бензином и сожгли заживо в закрытом овине.

## Организация

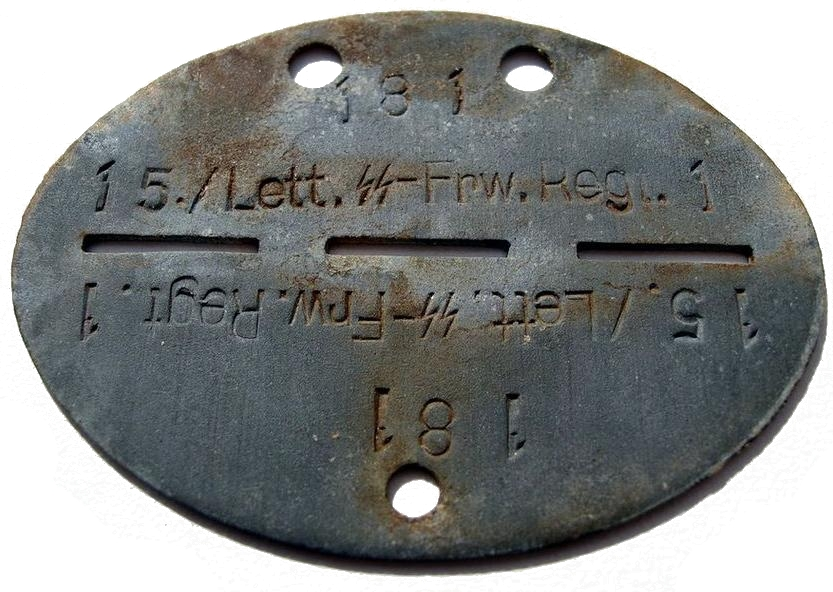
Жетон солдата 15-й дивизии СС.

- 32-й добровольческий пехотный полк СС (Waffen-Grenadier-Regiment der SS 32)
- 33-й добровольческий пехотный полк СС (Waffen-Grenadier-Regiment der SS 33)
- 34-й добровольческий пехотный полк СС (Waffen-Grenadier-Regiment der SS 34)
- 15-й артиллерийский полк СС (Waffen-Artillerie-Regiment der SS 15)
- 15-й стрелковый батальон СС (Waffen-Füsilier-Bataillon der SS 15)
- 15-й противотанковый артиллерийский дивизион СС (Waffen-Panzerjäger-Abteilung der SS 15)
- 15-й зенитный артиллерийский дивизион СС (Waffen-Flak-Abteilung der SS 15)
- 15-й батальон связи СС (Waffen-Nachrichtung Abteilung der SS 15)
- 15-й сапёрный батальон СС (Waffen-Pionier-Bataillon der SS 15)
- 15-е подразделения обеспечения дивизии СС (SS-Divisionstruppen 15)
- 15-й батальон полевого резерва СС (SS-Feldersatz-Bataillon 15)
- 1-й строительный полк СС 15-й дивизии СС (SS-Bau-Regiment 1 der 15. SS-Division)
- 2-й строительный полк СС 15-й дивизии СС (SS-Bau-Regiment 2 der 15. SS-Division)

### Вспомогательные подразделения
Вспомогательным подразделениям дивизии были присвоены следующие номера и номера полевой почты:
- 15-й санитарный батальон СС, полевая почта 41 810 A (SS Sanitäts Bataillon 15. Feldpostnummer 41 810 A)
  - 1-e санитарное отделение, полевая почта 41 810 В (San Kp 1. Feldpostnummer 41 810 B)
  - 2-e санитарное отделение, полевая почта 41 810 °C (San Kp 2. Feldpostnummer 41 810 C)
  - 1-й взвод санитарных автобусов, полевая почта 41 810 D (Krankenkraftwagen Zug 1. Feldpostnummer 41 810 D)
  - 2-й взвод санитарных автобусов, полевая почта 41 810 E (Krankenkraftwagen Zug 2. Feldpostnummer 41 810 E)
- 15-й хозяйственный (административный) батальон СС, полевая почта 37 617 (SS Wirtschafts Bataillon 15 / SS Verwaltungstruppen Abteilung 15. Feldpostnummer 37 617)
  - Хлебопекарная рота, полевая почта 37 617 A (Bäckerei Kompanie. Feldpostnummer 37 617 A)
  - Рота-скотобойня, полевая почта 37 617 B (Schlächterei Kompanie. Feldpostnummer 37 617 B)
  - Рота административного управления, полевая почта 37 617 °C (Verwaltungs Kompanie. Feldpostnummer 37 617 C

## Состав частей и командование легионом

### Командиры
- 25 февраля — 1 марта 1943: бригадефюрер СС Петер Хансен (нем. Peter Hansen)
- март 1943 — февраль 1943: бригадефюрер СС Петер Хансен
- 17 февраля 1944: группенфюрер СС Карл Граф фон Пюклер-Бургхаусс (нем. Karl Graf von Pückler-Burghauss)
- 17 февраля — 21 июля 1944: бригадефюрер СС Николас Хейльманн (нем. Nikolas Heilmann)
- 21 июля 1944 — 25 января 1945: бригадефюрер СС Херберт фон Обвурцер (нем. Herbert von Obwurzer)
- 22 января 1945 — 23 января 1945: штандартенфюрер СС Вилис Янумс (латыш. Vilis Janums)
- 23 января 1945 — 26 января 1945: оберфюрер СС Эдуард Дайзенхофер (нем. Dr. Eduard Deisenhofer)
- 26 января — 15 февраля 1945: оберфюрер СС Артур Акс (нем. Arthur Ax)
- 15 февраля — май 1945: оберфюрер СС Карл Бурк (нем. Karl Burk)

#### Инфантерифюрер (командир пехоты)
- 25 февраля 1943 — 6 июля 1944: оберфюрер СС Артур Силгайлис (латыш. Arturs Silgailis)

### Штабной состав дивизии

#### Ia (штабной офицер оперативного управления)
- 1 марта — март 1944: оберфюрер СС Артурс Силгайлис (латыш. Arturs Silgailis)
- март 1943 — 15 июня 1943: штурмбаннфюрер CC Франц Кнебель (нем. Franz Knebel)
- 15 июня 1943 — октябрь 1943: гауптштурмфюрер CC Франц Ханн (нем. Franz Hahn)
- октябрь 1943 — апрель 1944: штурмбаннфюрер CC Франц Кнебель (нем. Franz Knebel)
- апрель 1944—1944: гауптштурмфюрер CC Франс Ханн (нем. Franz Hahn)
- штурмбаннфюрер CC Ханс Эндрес (нем. Hans Endres)
- 1 августа 1944 — 3 февраля 1945†: штурмбаннфюрер CC Эрих Вульф (нем. Erich Wulff)
- 3 февраля 1945 — 1 марта 1945: унтерштурмфюрер CC Папэ (нем. Pape)
- 1 марта 1945 — май 1945: штурмбаннфюрер CC Ханс Копп (нем. Hans Kopp)

#### Ib (начальник материально-технической части штаба)
- 1943—1944: гауптштурмфюрер CC Эрнст Фричер (нем. Ernst Fritscher)
- 1 августа 1944 — ? : гауптштурмфюрер CC Эгберт Хоххаузер (нем. Egbert Hochhauser)
- 1944 — ? : штурмбаннфюрер CC Герхард Петтер (нем. Gerhard Petter)
- 1 марта 1945—1945: гауптштурмфюрер CC Леопольд фон Ценетти (нем. Leopold von Zenetti)
- 1945 — май 1945: гауптштурмфюрер CC Андреас Вайерман (нем. Andreas Weiermann)

#### Ic (штабной офицер службы разведки, входил в подчинение Ia)
- гауптштурмфюрер CC Йозеф Гейлинг (нем. Josef Geilling)
- оберштурмфюрер CC Фридрих Преффен (нем. Friedrich Preffen)

#### IIa (начальник управления личного состава)
- гауптштурмфюрер CC Йозеф Гейлинг (нем. Josef Geilling)
- оберштурмфюрер CC Арнольд Зак (нем. Arnold Sack)
- гауптштурмфюрер CC Карл Бестманн (нем. Karl Bestmann)
- штурмбаннфюрер CC Йозеф Швёрер (нем. Josef Schwörer)

#### III (начальник военной прокуратуры)
- гауптштурмфюрер CC Арнольд Тофарн (нем. Arnold Tofahrn)

#### IVa (начальник административной части, входил в подчинение Ib)
- 1943 — декабрь 1943: штурмбаннфюрер CC Эрих Виттеш (нем. Erich Wittesch)
- гауптштурмфюрер CC Эрнст Яннке (нем. Ernst Jahnke)
- 1944 — декабрь 1944: гауптштурмфюрер CC Вильгельм Оттинг (нем. Wilhelm Oetting)
- декабрь 1944 — май 1945: штурмбаннфюрер CC Йозеф Швёрер (нем. Josef Schwörer)

#### IVb (начальник медицинской части, входил в подчинение Ib)
- штурмбаннфюрер CC д-р Курт Тидьен (нем. Dr. Kurt Tiedjen)
- штурмбаннфюрер CC д-р Гарри Берндт (нем. Dr. Harry Behrndt)

#### IVc (главный ветеринар, входил в подчинение Ib)
- штурмбаннфюрер CC Фридрих Валь (нем. Dr. Friedrich Wahl)

#### V (начальник транспортного отдела, входил в подчинение Ib)
- унтерштурмфюрер CC Герман Адриан (нем. Hermann Adrian)
- ? — 1945: гауптштурмфюрер CC Андреас Вайерманн (нем. Andreas Weiermann)

#### VI
- штурмбаннфюрер CC Альфред Мёдер (нем. Alfred Mäder)
- гауптштурмфюрер CC Йозеф Шеер (нем. Josef Scheer)

## Награждённые Рыцарским крестом Железного креста
- Николаус Хайльманн — 23 августа 1944 — оберфюрер СС, командир 15-й добровольческой пехотной дивизии СС
- Карлис Аператс — 21 сентября 1944 — ваффен-оберштурмбаннфюрер, командир 32-го добровольческого пехотного полка СС
- Адольф Акс — 9 мая 1945 — оберфюрер СС, командир 15-й добровольческой пехотной дивизии СС (награждение не подтверждено)
- Эрих Вульфф — 9 мая 1945 — майор Генерального штаба (прикомандированный к Ваффен СС), начальник оперативного отдела штаба 15-й добровольческой пехотной дивизии СС (награждение не подтверждено)

## Документальное кино
- «Латышский легион» / Фонд Сороса−Латвия; Министерство обороны Латвийской республики / Сценарий Улдис Нейбургс; режиссёр Инара Колмане; продюсер Жанете Ачушка; идея проекта Угис Спандегс. — Латвия: © Студия фильмов «DEVIŅI», 2000
- «Войска СС: Элитные подразделения Гитлера» = «Waffen SS: Hitler’s Elite Fighting Force» (англ.) / Режиссёр Майкл Кэмпбелл; сценарий Аласдер Симпсон; продюсеры Терри Шанд, Дэвид МакУинни, Дэна Ивен. — Великобритания: © «PEGASUS», 2002
- «Нацизм по-прибалтийски» / по заказу © ОАО «ТВ Центр» / Сценарий Борис Чертков, Александр Ткаченко; режиссёр Борис Чертков; продюсер Валерий Шеховцов. — Россия: Продюсерский центр «Студия Третий Рим», 2006
- «Они присягнули Гитлеру» / по заказу © ОАО «ТВ Центр» / Автор Виталий Смирнов; режиссёр Виктор Добрынин; продюсер Алексей Пестов — Россия: ООО «Компания ТЕЛЕОСТРОВ», 2007 (недоступная ссылка)

## Музыка
- Песня 15-й дивизии = 15.divīzijas dziesma (латыш.) // Сайт фолк-группы «Vilki» (www.vilki.lv) (Дата обращения: 26 января 2015) Архивировано 11 июня 2011 года.; Старый URL: Архивировано 26 апреля 2009 года.